# Perduto amore (in cerca di te)/Sogno
Perduto amore (in cerca di te)/Sogno è un 78 giri di Natalino Otto, pubblicato nel 1944.

## Il disco
La canzone sul lato A, Perduto amore, risulta depositata in SIAE con il titolo In cerca di te e, con la denominazione "altro titolo", Solo me ne vo per la città); gli autori sono Gian Carlo Testoni e Eros Sciorilli, che dirige l'orchestra.
Il brano sul lato B, Sogno, è di Robert Schumann, con un testo di Testoni e la musica trascritta da Sciorilli, che si firma Dusti; l'orchestra è diretta da Gorni Kramer.

## Tracce
1. Perduto amore (in cerca di te) (testo: Gian Carlo Testoni – musica: Eros Sciorilli; edizioni musicali Metron)
2. Sogno (testo: Giancarlo Testoni – musica: Robert Schumann; edizioni musicali Casa Ricordi)